# (90) Антиопа
(90) Антиопа (лат. Antiope) — двойной астероид главного пояса, который принадлежит к тёмному спектральному классу C. Он был открыт 1 октября 1866 года немецким астрономом Робертом Лютером в Дюссельдорфской обсерватории и назван в честь персонажа древнегреческой мифологии, однако чьё именно имя ему присвоено, достоверно неизвестно, поскольку оно имеет двойное значение в мифологии древних греков: астероид мог получить название в честь Антиопы из Беотии (по разным источникам — дочери Никтея или Асопа), либо в честь Антиопы-амазонки — дочери Ареса.

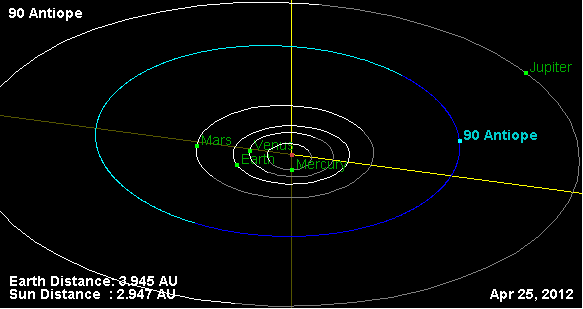
Орбита астероида Антиопа и его положение в Солнечной системе

## Двойной астероид

### Открытие второго компонента
До 2000 года Антиопа считалась одиночным астероидом, диаметром около 120 км. 10 августа 2000 года группой астрономов, работающих в обсерватории Кек на Гавайских островах, с использованием адаптивной оптики был обнаружен второй компонент, который в настоящее время имеет обозначение S/2000 (90) 1.
Астероиды со спутниками открывали и ранее, однако в предыдущих случаях размеры спутника были значительно меньше основного компонента. Диаметр спутника Антиопы оказался сопоставимым с диаметром астероида, поэтому Антиопа считается первым открытым двойным астероидом.
Любопытно, что ещё в 1997 году анализ кривой блеска Антиопы показал классическую затменно-бинарную форму, которую следует ожидать от двух компонентов одинакового размера, наблюдаемых с ребра орбиты, хотя авторы работы и не предоставили такое толкование.

### Орбитальные характеристики системы
Компоненты системы обращаются вокруг общего центра масс на расстоянии 171 ± 1 км. Анализ кривой блеска, проведённый в 2001 году, показывает, что вращательные периоды обоих тел совпадают с периодом обращения, что является характерным для синхронного вращения. Плоскость вращения системы наклонена на 63,7° по отношению к плоскости эклиптики Солнечной системы.

### Физические характеристики системы
Астероид относится к семейству Фемиды. Как и большинство астероидов этого семейства, Антиопа (и, вероятно, её компаньон) имеет тёмную, углеродистую поверхность и классифицируется как астероид класса C. Низкая плотность системы указывает на значительную пористость (более 30 %). Это позволяет предположить, что Антиопа сформировалась из обломков более ранних столкновений астероидов или других небесных тел. Другая гипотеза предполагает, что оба компонента системы являются обломками одного родительского тела, разрушенного вследствие столкновения со сторонним небесным телом на очень высокой скорости.
Компоненты системы имеют сходные размеры: средний диаметр Антиопы составляет 87,8 км, её спутника — 83,8 км. Исследования особенностей кривой блеска астероида, проведённые российскими учёными Пулковской обсерватории и Институтом солнечно-земной физики в Иркутске, отмечают сильную зависимость блеска от фазового угла, что может говорить об очень сплюснутой форме компонентов.